# Fabomyia melissitis
Fabomyia melissitis är en tvåvingeart som beskrevs av Fedotova 1992. Fabomyia melissitis ingår i släktet Fabomyia och familjen gallmyggor.
Artens utbredningsområde är Kazakstan. Inga underarter finns listade i Catalogue of Life.